# Karstenia
Karstenia is een geslacht van korstmossen dat behoort tot de familie Stictidaceae van de ascomyceten. De typesoort is Karstenia sorbina.

## Soorten
Volgens Index Fungorum telt het geslacht elf soorten (peildatum december 2023):
| Soortnaam                                   | Auteur(s)                 | Publicatiejaar |
| ------------------------------------------- | ------------------------- | -------------- |
| Karstenia clematidis                        | (W. Phillips) Sherwood    | 1980           |
| Karstenia corticioides                      | (Pat.) Sherwood           | 1977           |
| Karstenia gregaria                          | Graddon                   | 1986           |
| Karstenia idaei (Schorskratertje)           | (Fuckel) Sherwood         | 1977           |
| Karstenia inconspicua                       | Wilberf.                  | 1999           |
| Karstenia lonicerae (Kamperfoeliekratertje) | (Velen.) Sherwood         | 1977           |
| Karstenia macra                             | (P. Karst.) Sherwood      | 1980           |
| Karstenia maydis                            | (Rehm) Sherwood           | 1980           |
| Karstenia rhopaloides                       | (Sacc.) Baral             | 2015           |
| Karstenia rubicola                          | (Ellis & Dearn.) Sherwood | 1980           |
| Karstenia sorbina                           | (P. Karst.) P. Karst.     | 1885           |